# Никольское (Ростовская область)
Нико́льское — село в Неклиновском районе Ростовской области.
Входит в состав Новобессергеневского сельского поселения.

## Население
| 2010 |
| ---- |
| 219  |

## Улицы
| - ул. Александровская, - ул. Заречная, - ул. Лиманная, - ул. Миусская, | - ул. Молодёжная, - ул. Петровская, - ул. Полевая, - ул. Центральная. |